# Célula solar CIGS
Célula Solar CIGS (Cobre-Índio-Gálio-Selênio) é o nome para um novo semicondutor usado em células fotoelétricas, cuja fórmula química é Cu(In,Ga)Se2 (cobre, índio, gálio e selênio). Ao contrário das células feitas com silício que são baseadas numa junçãp p-n de um mesmo material, células CIGS são feitas com várias camadas ultra finas de diferentes semicondutores, cada qual com diferentes gaps de energia.

## Fundamentos
Células solares são na verdade grandes diodos semicondutores. Quando um fóton com uma energia hν maior que o gap de energia E g o fotão incidente penetra no material, no qual um elétron é deslocado da banda de valência para a banda de condução, e de modo oposto, uma lacuna vai da banda de condução para a banda de valência.
Após a criação deste Par Elétron-Lacuna, eles podem recombinar-se ou então ir à região de carga espacial, onde dependendo das dopagens dos materiais há uma diferença de potencial, causando tanto a aceleração do elétron na banda de condução como da lacuna na banda de valência. Quando os materiais estão conectados a condutores e eventuais consumidores de energia, é gerada uma corrente elétrica.

## Composição da célula

### Substrato
Como já dito, células solares tipo CIGS são constituídas de várias camadas finas (na ordem de μm). Como substrato usa-se geralmente vidro, porém as camadas podem ser depositadas em polímeros. Essa possibilidade de diversificar o substrato é uma das vantagens de uma célula CIGS em comparação às células de silício, pois não depende de uma estrutura para erguer os painéis e ela pode ser aderida em paredes e tetos, cortando custos de instalação e aumentando o apelo comercial da energia solar.

### Contato
A ligação da camada fotovoltaica com o substrato é feita com uma fina camada de molibdênio, que é depositada através de vaporização em cima do substrato. O molibdênio, além de ser um bom condutor, também é um eficiente material para fazer a adesão da célula solar no substrato. Geralmente esta camada é de cerca de 0,5 μm de espessura.

### Camada de absorção
A próxima camada é constituída do próprio Cu(In,Ga)Se2, cuja função é absorver a energia solar e fornecer os pares elétron-lacuna para os condutores próximos. Vale citar que este material, quando dopado com material tipo p, apresenta uma alta capacidade de absorção de luz, sendo que uma camada de apenas 1 μm de espessura absorve cerca de 90% da luz solar incidente. Com isso, é necessária uma quantidade relativamente pequena de material para sua fabricação, quando comparado com outros tipos de célula.

### Camada neutra
Acima da camada de absorção é depositada uma camada de cerca de 50 nm de CdS (sulfeto de cádmio). Esta camada junto com a camada de óxido de zinco (vide abaixo) contribuem com o lado tipo n da junção p-n da célula solar. O gap de energia do CdS é de Eg = 2,4 eV, e portanto dentro da faixa energética do espectro solar. Porém, o par elétron-lacuna aqui gerado não conseque se reencontrar na região de carga espacial e conseqüentemente não contribui para a corrente gerada na célula. Devido a camada de apenas 50 nm, pouca luz é absorvida nela antes de chegar à camada de absorção.
A função da camada neutra é proteger a camada de absorção das reações químicas causadas pelo depósito da camada de ZnO, em particular a difusão de átomos de uma camada em outra.

### Camada janela
A camada janela consiste na realidade de duas camadas de ZnO (óxido de zinco): uma intrínseca e homogênea, e outra com 2% de Al2O3 para ter maior condutância. Essas camadas contribuem para o lado tipo n da junção p-n da célula e ao mesmo tempo serve como condutor para os pares elétron-lacunas gerados na célula.
O gap de energia do ZnO é de Eg = 3,3 eV, maior do que a energia dos fótons incidentes, e portanto, "transparente" ao espectro solar. Daí o nome da camada de "camada janela".

## Vantagens e Desvantagens de células CIGS
As vantagens/desvantagens de uma célula tipo CIGS em comparação com outras tecnologias do mercado (em particular células de silício, que constitui 95% do mercado de células solares no mundo) são:

### Vantagens
Economia de materiais: Devido à alta absorção do Cu(In,Ga)Se2, é necessária uma camada de da ordem de 1 μm de espessura, enquanto células de silício necessitam de camadas da ordem de 200 a 300 μm;

### Eficiência
A eficiência de células CIGS é de 18,8% para pequenas áreas, e de 11,8% para grandes áreas (0,3 x 1,2 m)².

## Radiation tolerance
As células solares CIGS apresentam alta tolerância à radiação, o que as torna candidatas muito promissoras para aplicações espaciais. Estudos mostram que a irradiação com eletrões causa apenas um impacto mínimo no desempenho das células solares   . Por outro lado, altas doses de irradiação com protões degradam as propriedades óticas e elétricas das células solares CIGS, principalmente induzindo defeitos que reduzem a eficiência de conversão de energia e aumentam as perdas por recombinação.   No entanto, as células solares CIGS demonstram uma capacidade extraordinária de recuperação de danos causados pela irradiação por meio do recozimento térmico. Esse processo permite a aniquilação de defeitos, restaurando as propriedades óticas e o desempenho fotovoltaico até níveis próximos aos anteriores à irradiação. O efeito de auto-recuperação é atribuído à flexível dinâmica de defeitos no material, permitindo que os átomos deslocados retornem às suas posições originais quando as células são sujeitas a temperaturas moderadas e compatíveis com o ambiente espacial em órbita. 
1. ↑  Kawakita, Shirou; Imaizumi, Mitsuru; Ishizuka, Shogo; Niki, Shigeru; Okuda, Shuichi; Kusawake, Hiroaki (2013). «Influence of electrical performance on Cu-related defects generated by 250keV electron irradiation in Cu(In,Ga)Se2 thin-film solar cells». Thin Solid Films. 535: 353-356. doi:10.1016/j.tsf.2012.11.041
2. ↑  Jasenek, A; Rau, U (2001). «Defect generation in Cu(In,Ga)Se2 heterojunction solar cells by high-energy electron and proton irradiation». Journal of Applied Physics. 90 (2): 650-658. doi:10.1063/1.1379348
3. ↑  Candeias, Maria B.; Fernandes, Tiago V.; Falcão, Bruno P.;  et al. (2023). «Cu(In,Ga)Se2-based solar cells for space applications: proton irradiation and annealing recovery». Journal of Materials Science. 58: 16385–16401. doi:10.1007/s10853-023-09033-x
4. ↑  Hirose, Yuiko; Warasawa, Moe; Tsunoda, Isao; Takakura, Kenichiro; Sugiyama, Mutsumi (2012). «Effects of Proton Irradiation on Optical and Electrical Properties of Cu(In,Ga)Se2 Solar Cells». Japanese Journal of Applied Physics. 51. 111802 páginas. doi:10.1143/JJAP.51.111802
5. ↑  Fernandes, Tiago V.; Patrício, Pedro T.; Cunha, António F.;  et al. (2025). «Remarkable Recovery of Proton-Irradiated Cu(In,Ga)Se2-Based Solar Cells for Space Applications: Thermal and Light Annealing Treatment». ACS Applied Energy Materials. 8 (5): 2767–2778. doi:10.1021/acsaem.4c02703